# Canal del Este
El canal del Este (en francés: canal de l'Est) es un canal de navegación francés interfluvial que conecta el Mosa y el Mosela con el Saona. Se inicia en Givet, en el departamento de Ardenas (región de Gran Este), comparte durante un tramo más de 20 km con el canal del Marne al Rin durante la travesía de la Lorena y termina en Corre, en el departamento de Alto Saona (Borgoña-Franco Condado). Construido entre 1874 y 1887, su longitud total es de 439 km.

## Trazado
El canal se inicia en Givet, en el departamento de Ardenas y sigue el recorrido del Mosa, aprovechando en tramos su propio curso, en dirección más o menos sur hasta Pagny-sur-Meuse, uniéndose hacia el este, siguiendo la brecha Toul, con el Mosela. Luego remonta el Mosela, hacia el oeste, hasta Neuves-Maisons, en Messein, que está conectado por el canal de unión de Nancy con el canal del Marne al Rin. A continuación, vuelve a seguir a lo largo del Mosela en dirección casi sur hasta Golbey, cerca de Épinal. Luego se vuelve al suroeste siguiendo un trazado sinuoso, salpicado de numerosas esclusas, que le permiten cruzar los montes Faucilles y llegar al valle del Côney, un pequeño afluente del Saona que el canal recorre a lo largo de cincuenta kilómetros hasta alcanzar la confluencia en la pequeña localidad de Corre. 
Si bien la parte norte es relativamente cómoda, permitiendo conectar con la red de canales belgas y alemanes vía el Mosela canalizado, la parte sur está algo descuidada y esdemasiado lenta, aunque es objeto de estudios para su modernización.
La rama Norte (CeBN, Branche Nord), medida desde Givet a Troussey, donde se une con el canal del Marne al Rin, es de 272 km; también se le llama el canal del Mosa (canal de la Meuse). La rama Sur (CeBS, Branche Sud), a partir de  Neuves-Maisons, también llamada canal de los Vosgos, tiene 125 kilómetros de los cuales 74 km están en territorio de Vosgos. Las nuevas denominaciones datan de marzo de 2003.

## Historia

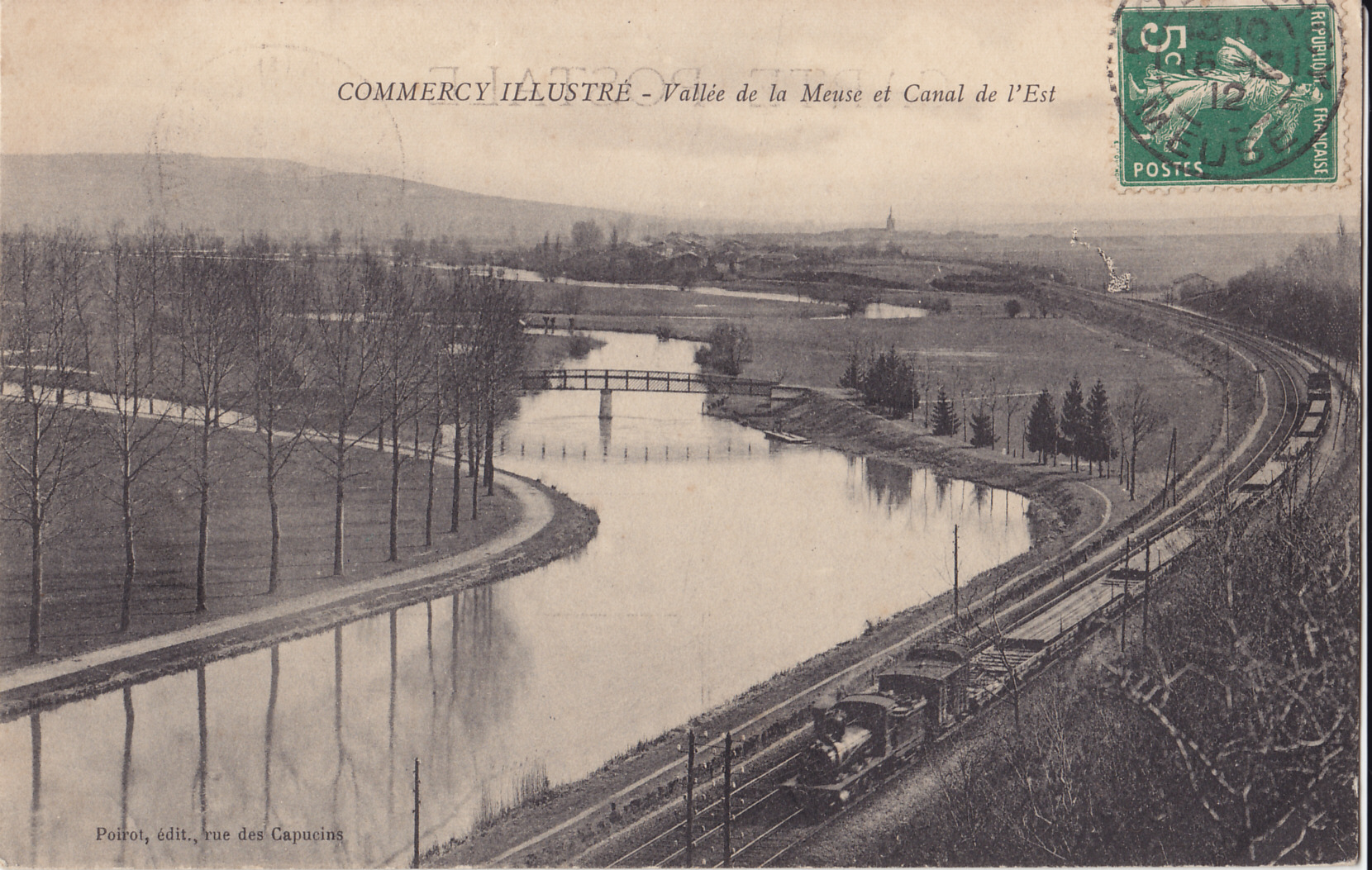
El Masa en Commercy hacia 1912, bordeado por un lado por el ferrocarril París-Estrasburgo y por el otro por el canal del Este.

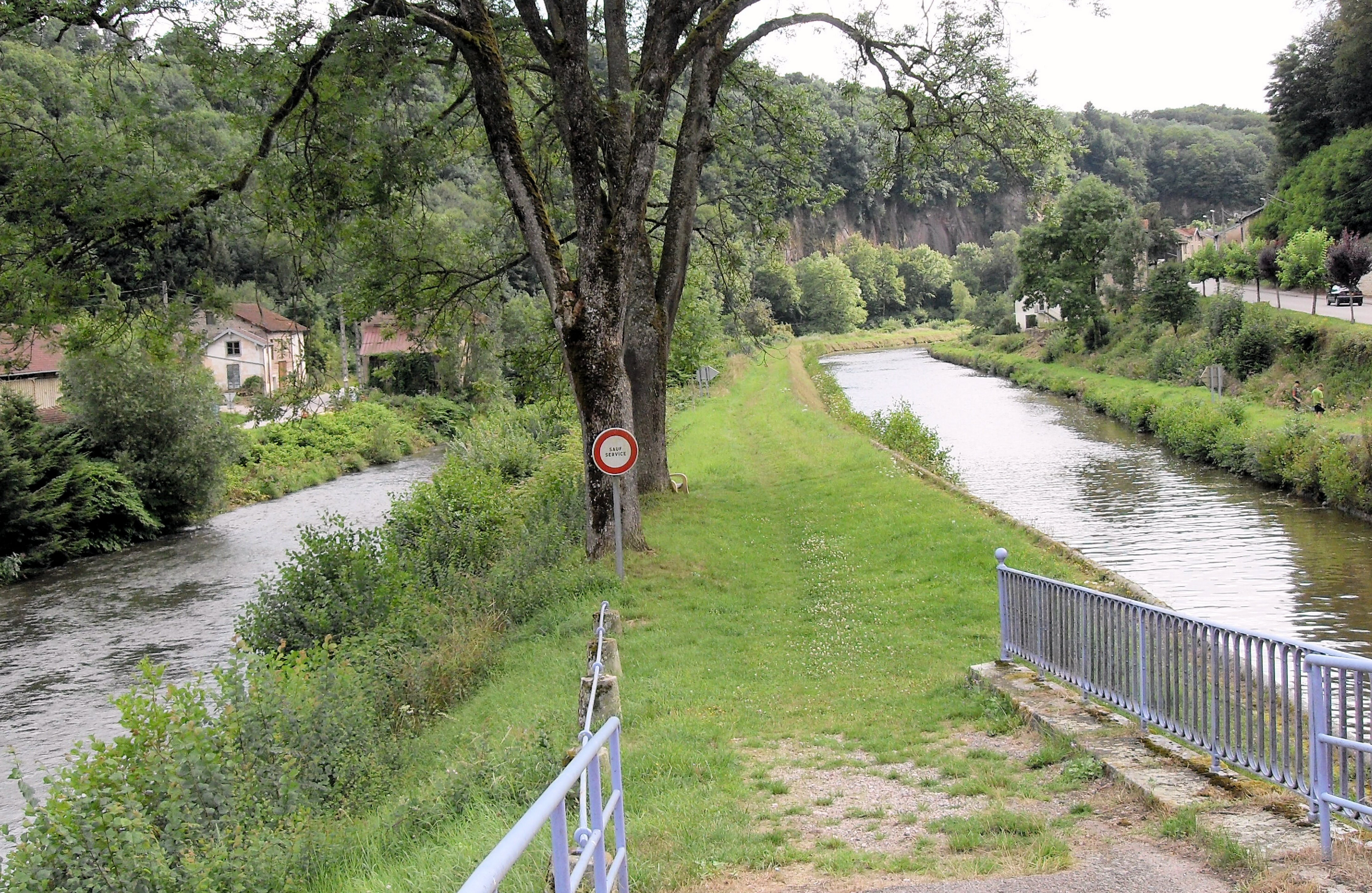
El Côney (izquierda) y el canal de Vosgos (derecha) aguas abajo de Fontenoy-le-Château

El proyecto de conectar el Saona con el Mosela ya había sido concebido por el romano Lucio Vetus en el reinado de Nerón, siguiendo un trazado similar.

El pretor Lucio Vetus Antistitius, acampado en las fronteras de Germania, durante el reinado de Nerón, propuso cavar un canal a la Saona Mosela. El Côney sería el intermediario.
Le préteur Lucius Antistitius Vetus, campé sur les frontières de la  Germanie, sous le règne de Néron, proposa le creusement d'un canal de la Saône à la Moselle. Le Côney en était l'intermédiaire.

 escribió el Abad Chatelet  en 1864 en la Historia del señorio de Jonvelle.
François de Neufchâteau lo canta en su poema Les Vosges

Estas aguas una vez tuvieron, por su doble pendiente, unir los mares del Norte a los de poniente. Así, el Océano, el Mediterráneo debe unir a los pies del Vöge sorprendido...
Ces eaux durent jadis, par leur double penchant, lier les mers du Nord à celles du couchant. Ainsi donc l'Océan, la méditerranée devaient s'unir au pied de la Vôge étonnée...

La idea fue retomada por la reina Brunehaut (547-613). Después,  en el año cuarto (1795) por un cierto Lecreulx. Finalmente en 1828 por un ingeniero de caminos y puentes, Cordier.

En 1828, M. Cordier, cuyo nombre es conocido gloriosamente en la administración de Ponts et Chaussées, reanudó, en interés de una compañía, los planes de estudio de M. Lecreulx. La memoria que ha publicado demuestra la posibilidad de unión del Mosela y el Saona, y debe afrontar el gasto de 26 millones, incluyendo el desarrollo de la navegación del Saona desde Chalons. De esta suma, M. Cordier afecta doce millones al trayecto de Epinal a Fontenoy;  en este trayecto, propone una galería subterránea y una trinchera a cielo abierto para cortar la parte más alta del puerto. Utiliza las aguas del Mosela para alimentar el nivel de divisoria.
En 1828, M. Cordier, dont le nom est glorieusement connu dans l'administration des Ponts et Chaussées, reprit, dans l'intérêt d'une compagnie, l'étude des plans de M. Lecreulx. Le mémoire qu'il a publié démontre la possibilité de la jonction de la Moselle à la Saône, et en porte la dépense à 26 millions, y compris le perfectionnement de la navigation de la Saône depuis Châlons. Sur cette somme, M. Cordier affecte douze millions au trajet d'Épinal à Fontenoy ; dans ce trajet, il propose une galerie souterraine et une tranchée à ciel ouvert pour couper la partie la plus élevée du col. Il emploie les eaux de la Moselle pour alimenter le bief de partage.

La derrota francesa en la guerra de 1870 y la anexión de Alsacia y de una parte de la Lorena hicieron que fuese indispensable corregir el aislamiento de los Vosgos al transporte fluvial. El canal del Este permitía la navegación hacia el sur y el oeste a través del Saona. Los trabajos de 1875 a 1887 fueron rápidos. Para el funcionamiento de las esclusas, se construyó una presa de gravedad en el Avière en el territorio de la comuna de Chaumousey, la presa del lago Bouzey.
Con un proyecto de Freycinet y para superar el aislamiento, se quería construir un canal del Haute-Saône para Montbéliard, Ronchamp y Vesoul hasta el Saona canalizado. Este proyecto se abandonó en 1919 después de la victoria.

## Lugares servidos

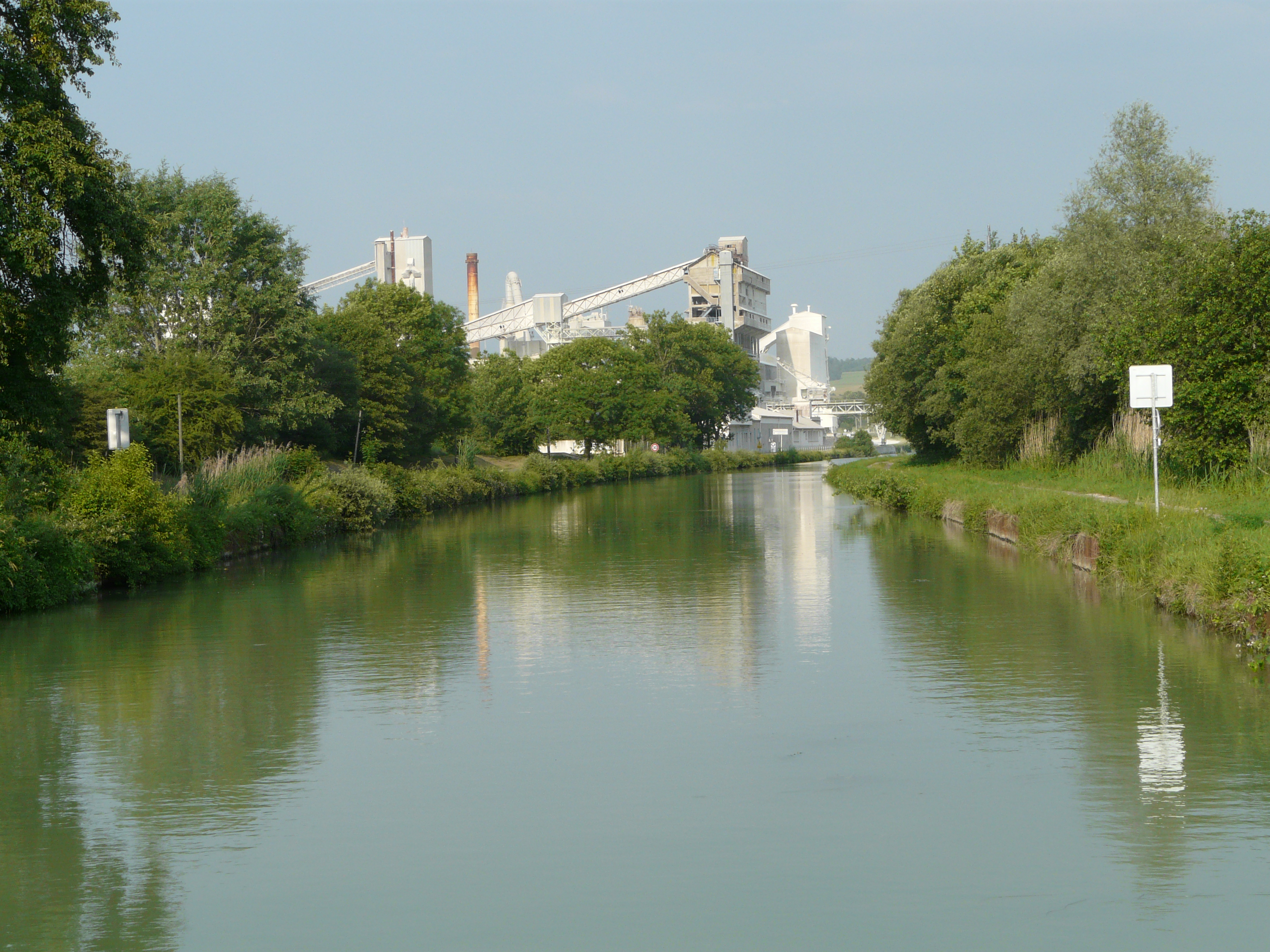
El canal cerca de su unión con el canal del Marne al Rin (Sorcy-Saint-Martin)

El canal del Este discurre a través de cinco departamentos y de numerosas comunas.
- en Ardennes: Givet, Chooz, Ham-sur-Meuse, Aubrives, Vireux-Wallerand, Montigny-sur-Meuse, Haybes, Fumay, Revin, Monthermé, Bogny-sur-Meuse, Nouzonville, Charleville-Mézières, Nouvion-sur-Meuse, Donchery, Sedan, Remilly-Aillicourt y Mouzon.
- en Mosa: Pouilly-sur-Meuse, Inor, Martincourt-sur-Meuse, Stenay, Mouzay, Sassey-sur-Meuse, Dun-sur-Meuse, Liny-devant-Dun, Vilosnes-Haraumont, Sivry-sur-Meuse, Consenvoye, Brabant-sur-Meuse, Samogneux, Champneuville, Vacherauville, Bras-sur-Meuse, Belleville-sur-Meuse, Verdun, Haudainville, Dieue-sur-Meuse, Génicourt-sur-Meuse, Ambly-sur-Meuse, Troyon, Lacroix-sur-Meuse, Rouvrois-sur-Meuse, Saint-Mihiel, Bislée, Kœur-la-Petite, Sampigny, Vadonville, Lérouville, Commercy, Vertuzey y Troussey.

- en Meurthe y Mosela: Toul, Chaudeney-sur-Moselle, Maron, Neuves-Maisons, Pont-Saint-Vincent, Méréville, Flavigny-sur-Moselle, Crévéchamps, Neuviller-sur-Moselle, Roville-devant-Bayon, Bainville-aux-Miroirs y Gripport.

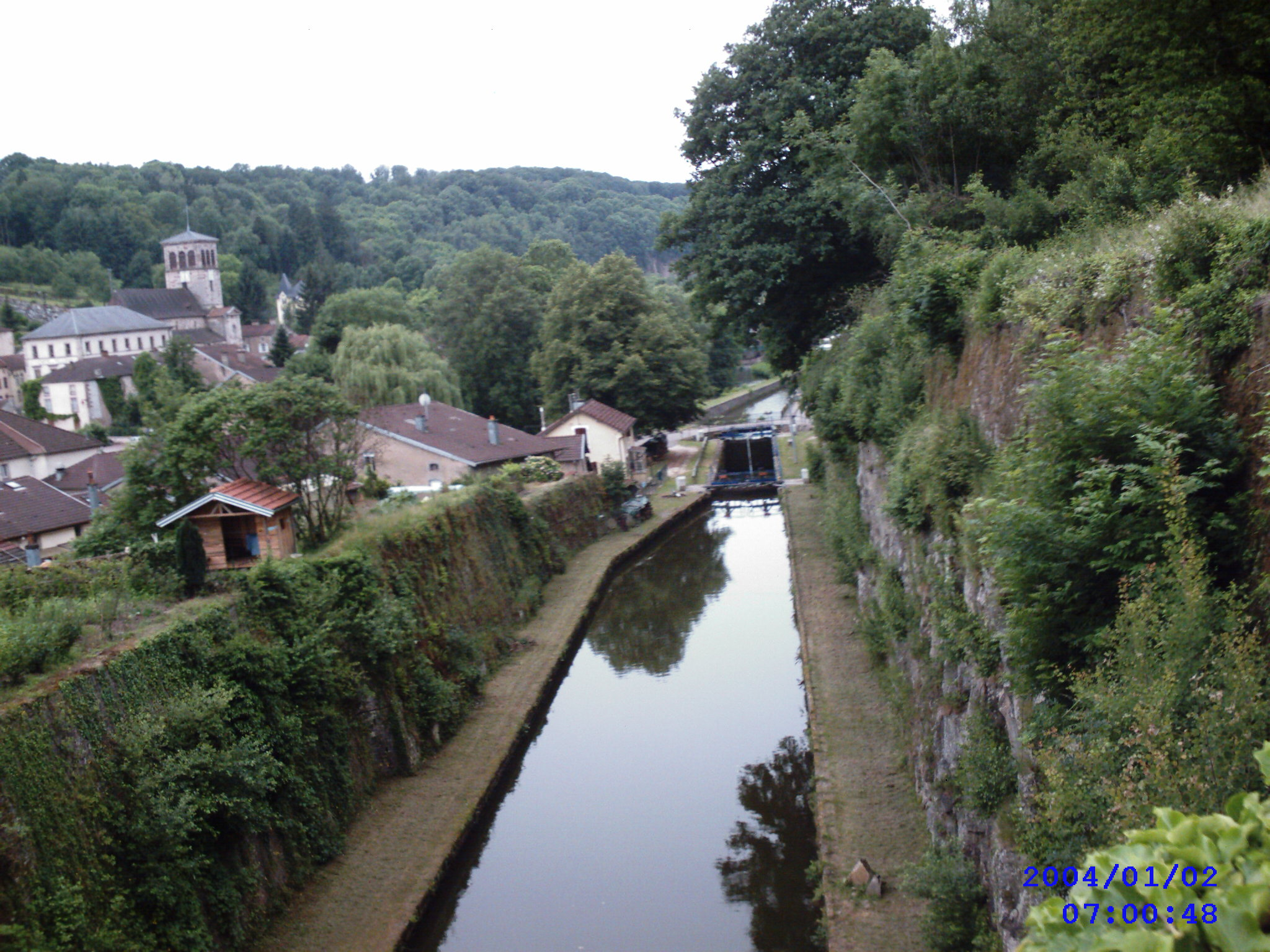
La trichera del canal en Fontenoy-le-Château

- en  Vosgos: Charmes, Vincey, Châtel-sur-Moselle, Nomexy, Igney, Thaon-les-Vosges, Golbey, Épinal, Uxegney, Les Forges, Sanchey, Chaumousey, Girancourt, Thiélouze, Méloménil, Les Forges-d'Uzemain, Harsault-La Forge de Thunimont, Hautmougey, Fontenoy-le-Château, Montmotier y Le Magny.

- El 30 de diciembre de 2002 en Fontenoy-le-Château, el registro de la crecida del Coney fue muy elevado. Las puertas del canal, que databan de 1880, año de construcción, quedaron desgarradas. Nunca ninguna otra crecida había logrado tal hazaña. Tenían que ser remplazadas. Un camino de sirga, reconvertido en una vía verde, tramo de los Vosgos la vía Verde de Carlos el Temerario. Para compartir con el mayor número de turistas el placer de descubrir la ruta del canal de Este, el Consejo General de los Vosgos comenzó a trabajar en el acondicionamiento de 70 kilómetros del viejo camino de sirga entre Socourt/Charmes, al norte, y Fontenoy-le-Chateau, al sur. Estas instalaciones son accesibles en bicicleta, en patines y a pie. El primer tramo de seis kilómetros acondicionado en la zona del  Vôge entre Fontenoy-le-Château y Hautmougey hasta el puente del Coney fue inaugurado el 1 de julio de 2007. Un tramo de 1,5 km conectó Thaon-les-Vosges y Épinal  via Chavelot y Golbey. El último tramo del camino de sirga restaurado a nivel de Truzey (comuna de Chaumousey), es accesible desde 2013.

- en Alto Saona: Ambiévillers, Pont-du-Bois, Selles, La Basse-Vaivre, Demangevelle, Vougécourt y Corre.

## Infraestructuras
- Ardenas:  túnel de Ham-sur-Meuse y túnel  de Revin;
- Mosa: viaducto del Mosa franquea el canal;
- Vosgos: puente tornante manual de la Forge de Thunimont a Harsault;
- Alto Saona: puente tornante de Selles: clasificado monumento histórico desde 2001.